# Vedran Samac
Vedran Samac (serbisch-kyrillisch Ведран Самац, * 22. Januar 1990 in Sremska Mitrovica, SR Serbien, SFR Jugoslawien) ist ein serbischer Leichtathlet, der sich auf den Speerwurf spezialisiert hat.

## Sportliche Laufbahn
Erste internationale Erfahrungen sammelte Vedran Samac im Jahr 2009, als er an der Sommer-Universiade in Belgrad teilnahm und dort mit 63,94 m in der Qualifikationsrunde ausschied. Anschließend belegte er bei den Junioreneuropameisterschaften in Novi Sad mit 66,61 m den zwölften Platz. 2011 gelangte er bei den Balkan-Meisterschaften in Sliwen mit 60,37 m auf den sechsten Platz und schied anschließend bei den U23-Europameisterschaften in Ostrava mit 68,12 m in der Vorrunde aus. Im Jahr darauf gewann er bei den Balkan-Meisterschaften in Eskişehir mit einer Weite von 73,49 m die Bronzemedaille und 2013 wurde er bei den Balkan-Meisterschaften in Stara Sagora mit 66,78 m Siebter. 2014 gewann er bei den Balkan-Meisterschaften in Pitești mit 69,25 m die Bronzemedaille und schied daraufhin bei den Europameisterschaften in Zürich mit 69,39 m in der Qualifikation aus. 2015 startete er erneut bei den Studentenweltspielen in Gwangju und gelangte dort mit 78,96 m auf den fünften Platz und siegte anschließend mit 77,92 m bei den Balkan-Meisterschaften in Pitești.
2017 wurde er bei den Balkan-Meisterschaften im heimischen Novi Pazar mit 71,63 m Vierter und schied anschließend bei der Sommer-Universiade in Taipeh mit 70,71 m in der Vorrunde aus. Im Jahr darauf siegte er mit einem Wurf auf 76,80 m bei den Balkan-Meisterschaften in Stara Sagora und verpasste anschließend bei den Europameisterschaften in Berlin mit 75,89 m den Finaleinzug. 2020 erreichte er bei den Balkan-Meisterschaften in Cluj-Napoca mit 76,07 m Rang fünf und im Jahr darauf wurde er bei den Balkan-Meisterschaften in Smederevo mit 74,52 m Fünfter. 2022 gelangte er bei den Balkan-Meisterschaften in Craiova mit 73,41 m auf Rang fünf. Im Jahr darauf wurde er bei der 2. Liga der Team-Europameisterschaft im Rahmen der Europaspiele in Chorzów mit 67,70 m 13. ehe er bei den Balkan-Meisterschaften in Kraljevo mit 70,23 m den fünften Platz belegte.
In den Jahren 2010, von 2012 bis 2016 sowie von 2018 bis 2023 wurde Samac serbischer Meister im Speerwurf. 